# Aigeis (Phyle)
Aigeis (altgriechisch Αἰγηίς) war die zweite von zehn Verwaltungsregionen (Phylen), in welche Kleisthenes bei seinen Reformen am Ende des 6. Jahrhunderts v. Chr. die attische Halbinsel einteilte. Von den drei früheren Zonen Attikas beinhaltete Aigeis vermutlich die Trittyen Kollytos (vom Stadtbereich), Epakria (vom Binnenland) und Araphen (vom Küstenbereich).
Die Region umfasste unter anderem die Athener Stadtteile Kollytos (nahe der Akropolis) und Kolonos (den Geburtsort des Sophokles, in dem er eines seiner Ödipus-Dramen spielen lässt), aber auch Gebiete weit im Osten; die heutigen Kleinstädte Artemida und Rafina etwa zählten als Demoi Halai Araphenides und Araphen zur Küstentrittys von Aigeis.
Ihren Namen verdankte die Phyle dem mythischen König Aigeus; eine Bildsäule des Eponymen war in der Nähe der Agora zu bewundern.